# Bledius
Bledius ist eine Gattung der Käfer aus der Familie der Kurzflügler (Staphylinidae) innerhalb der Unterfamilie Oxytelinae. Sie kommt in Europa mit 92 Arten in mehreren Untergattungen vor, 47 sind auch in Mitteleuropa verbreitet.

## Merkmale
Die kleinen Käfer haben eine zylindrische Körperform. Der Halsschild ist durch eine kurze stielförmige Verlängerung von den Deckflügeln getrennt. Die Fühler sind gekniet und haben ein langes Basalglied. Das Schildchen (Scutellum) ist nicht zwischen den Deckflügeln eingeschoben. Die Tarsen haben drei Glieder, die Schienen (Tibien) sind bedornt. Die Dornen der Vorderschienen sind typisch für die Art und ihre grabende Lebensweise. Die Arten sind nur schwer voneinander zu unterscheiden.

## Vorkommen und Lebensweise
Die Tiere leben sowohl als Larven, als auch als Imagines an sandigen und lehmigen Gewässerufern und graben Gänge, die man anhand von kleinen Unebenheiten an der Oberfläche des Sandes bzw. Schlammes gut erkennen kann. Sie besiedeln sowohl flaches Terrain, wie auch Steilwände. Bei Störung kommen sie hervor, fliegen jedoch schnell davon. Sie ähneln in ihrer Lebensweise den Käfern der Gattung Heterocerus. Sie ernähren sich vermutlich von Algen. An warmen Abenden schwärmen sie und kommen gerne an künstliche Lichtquellen.

## Arten (Auswahl)
- Gemeiner Grabkurzflügler (Bledius gallicus, auch B. fracticornis)
- Prächtiger Salzkäfer (Bledius spectabilis)
- Bledius femoralis
- Bledius furcatus
- Bledius tricornis
- Bledius unicornis
- Bledius bicornis
- Bledius litoralis
- Bledius denticollis
- Bledius talpa